# دت یعنی دختر
دت یعنی دختر فیلمی به کارگردانی و نویسندگی ابوالفضل جلیلی و تهیه‌کنندگی علیرضا ظریف محصول سال ۱۳۷۲ است.

## خلاصه داستان
شوان در یک مجتمع کارگری مسئول تهیهٔ آذوقه و نگهبان وسایل زندگی کارگران اهل خوزستان است. بلوط خواهر شوان، دچار بهت زدگی می‌شود و پدر شوان برای مداوای دخترش او را به شهر می‌برد و به هر دری می‌زند؛ اما سرانجام بی آنکه نتیجه‌ای گرفته باشد دختر را به روستای محل سکونتش بازمی‌گرداند.

## جشنواره‌ها
جشنواره‌های فیلم دت یعنی دختر به شرح زیر است:
- پروانه زرین و دیپلم افتخار بهترین کارگردانی (ابوالفضل جلیلی) جشنواره فیلم‌های کودکان و نوجوانان ـ دوره دهم
- برگزیده بهترین کارگردانی (ابوالفضل جلیلی) جشنواره فیلم رشد ـ دوره بیست و پنجم
- جشنواره فیلم فجر ـ دوره سیزدهم و شانزدهم
- جشنواره بین‌المللی فیلم ونیز ـ دوره پنجاه و دوم (ایتالیا)
- جشنواره بین‌المللی فیلم سه قاره نانت ـ دوره هفدهم (فرانسه)
- جشنواره بین‌المللی فیلم تسالوینکی ـ دوره سی و ششم (یونان)
- جشنواره بین‌المللی فیلم توکیو ـ دوره نهم (ژاپن)
- جشنواره بین‌المللی فیلم‌های کودکان اوبرویلیه ـ دوره ششم (فرانسه)
- جشنواره گالری هنر فری یر (آمریکا)
- جشنواره بین‌المللی فیلم‌های ایرانی در مرکز فیلم شیکاگو ـ دوره هشتم (آمریکا)
- جشنواره بین‌المللی فیلم رتردام ـ دوره بیست و هشتم (هلند)
- جشنواره بین‌المللی فیلم‌های ایرانی در مؤسسه فیلم بریتانیا (انگلستان)
- جشنواره بین‌المللی فیلم مدیترانه‌ای مون پولیه ـ دوره بیست و یکم (فرانسه)
- جشنواره بین‌المللی فیلم پاییزی فیلم‌های ایرانی (فرانسه)
- جشنواره مؤسسه هنرهای معاصر لندن (انگلستان)
- جشنواره دانشگاه یوتا (آمریکا)
- جشنواره نمایش فیلم‌های ایرانی در مرکز یربابورنا (آمریکا)
- جشنواره فوروم دزایماژ پاریس (فرانسه)
- جشنواره بین‌المللی فیلم تابستانی مدرسه سینمایی اوهریشکه هرادیشته ـ دوره سی ام (چک)